# 古思堯

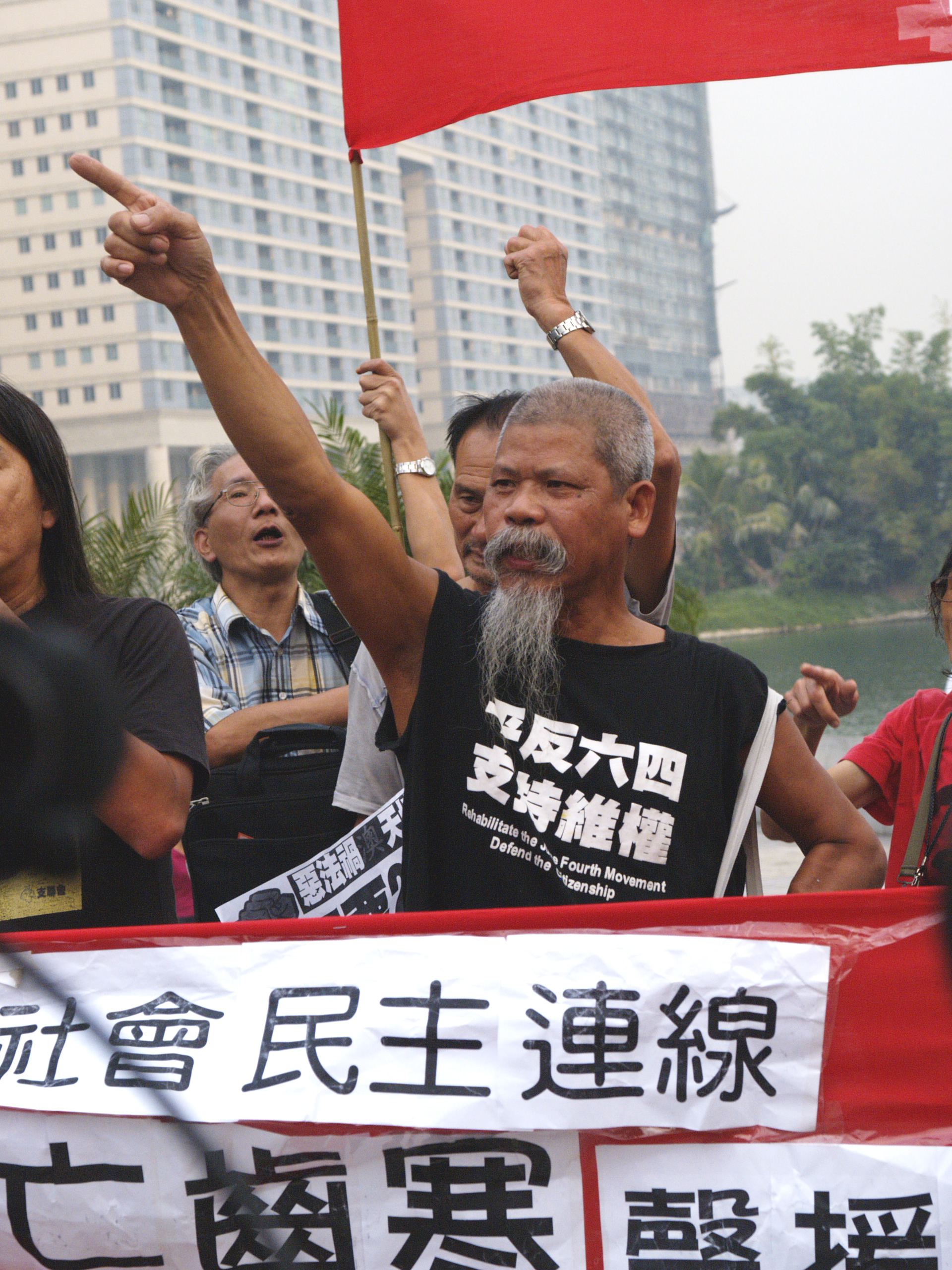
2008年11月23日、マカオで維護国家安全法反対行動をする古思堯

古 思堯（こ しぎょう、広東語:クー・シーユー 英語: Koo Sze-yiu、1949年 - ）は、 香港の政治活動家。別名長鬚。

## 人物
若い頃は熱心な中国共産党支持者であった。
1989年の天安門事件をきっかけに反中国共産党に転じ、以後、家族を中国本土に残し、香港を拠点に様々な抗議運動をしている。香港での活動では数度の逮捕歴がある。
2011年9月、中華人民共和国の国旗を燃やす抗議行動に参加した。
2012年8月15日、「香港保釣行動委員会」の一員として、尖閣諸島魚釣島への上陸を果たした（香港活動家尖閣諸島上陸事件）。
2022年2月4日、国家政権転覆扇動罪の容疑で香港警察に逮捕された。